# Södra torget
Södra torget i Borås, Västra Götalands län, är en centralt belägen knutpunkt för kollektivtrafiken och som trafikeras av linjer främst inom kommunen.